# كلية الاتحاد العبري-المعهد اليهودي للأديان
كلية الاتحاد العبري-المعهد اليهودي للأديان (بالإنجليزية: Hebrew Union College ) هي القسم الأقدم من المدرسة اليهودية في المدرسة الرئيسية لتدريب الأحبار، وقادة الفرق الموسيقية في الكنيس، والمعلمين الدينين الأمريكيين والعاملين العموميين في اليهودية الإصلاحية.

## التاريخ

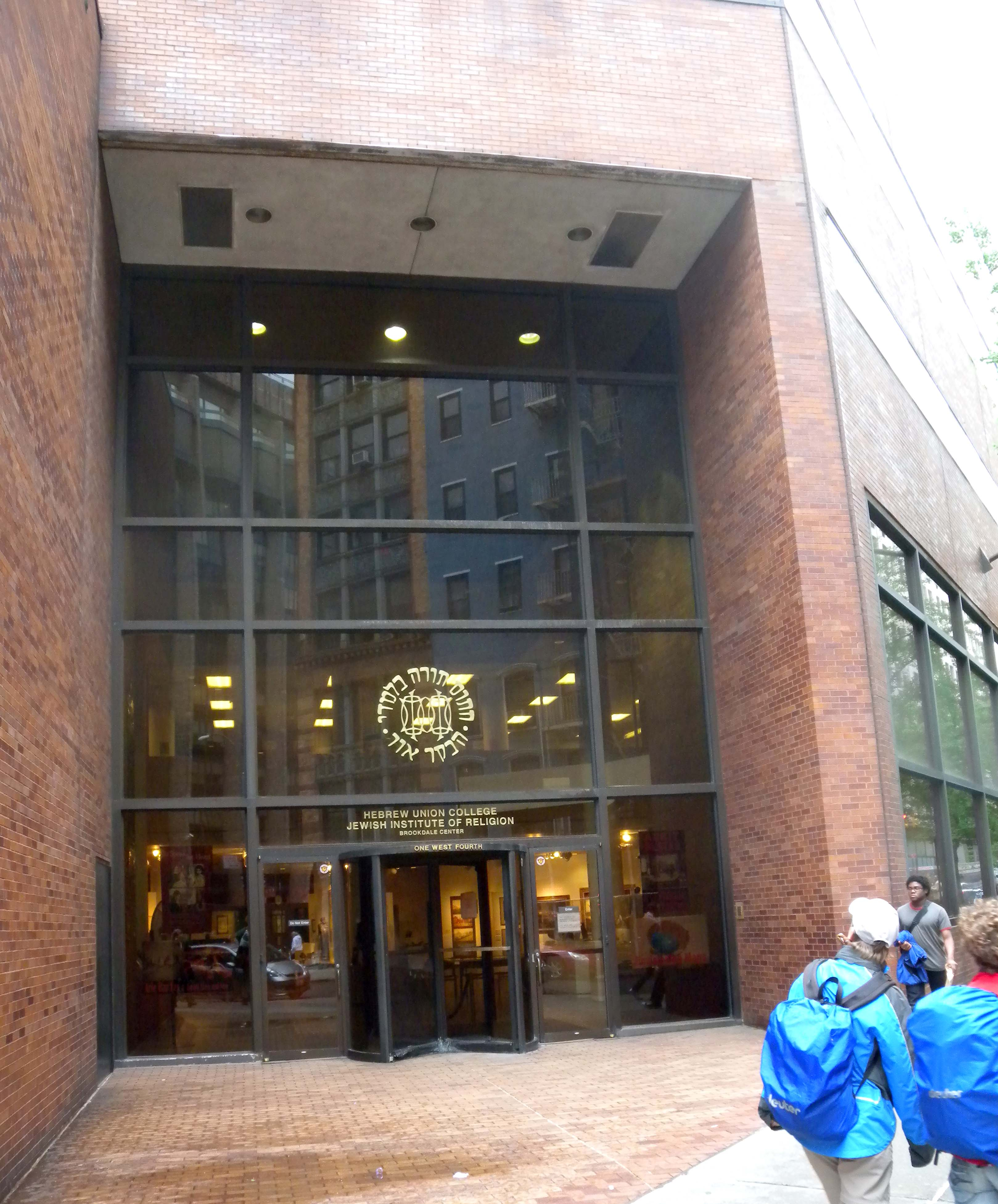
HUC Greenwich Village, New York

أنشأت المدرسة سنة 1875 تحت قيادة الرابي اسحق ماير وايز في سنسيناتي. وتخرج الفصل الداسي الأول سنة 1883.